# Oddervej (Aarhus Kommune)
 For alternative betydninger, se Oddervej. (Se også artikler, som begynder med Oddervej)
Oddervej er en af de otte radiale hovedveje Grenåvej, Randersvej, Viborgvej, Silkeborgvej, Århus Syd Motorvejen, Skanderborgvej, Gl. Horsens Landevej og Oddervej, der fører fra oplandet ind til Aarhus. Vejen er en del af hovedlandevej 451. 

## Linjeføring
Oddervej er hovedlandevejen mellem Odder og Aarhus. Vejen begynder hvor Strandvejen ophører som større indfaldsvej til Aarhus Centrum og bevæger sig herefter i sydlig retning gennem bydelene Højbjerg og Skåde. Efter at have forladt Aarhus By passerer den vest om stationsbyen Beder-Malling og ved kommunegrænsen til Odder Kommune skifter den navn til Århusvej.

## Vejens historie
Indtil 1939 hed Oddervej, Hads Herreds Landevej. Denne betegnelse dækkede tidligere også det stykke vej, som i dag er Strandvejen. I 1938 blev vejen gravet op, udvidet og omlagt, så den kom til at fremstå, som den gør i dag. Før dette havde byrådet modtaget flere klager over vejens beskaffenhed. Frederikshøj Kro var i slutningen af 1800-tallet blevet et populært udflugtsmål, ligesom resten af Marselisborgskovenes traktørsteder, men turen derud foregik over støvet og hullet vej.
Omkring 1920 begyndte Oddervejs sydlige side at blive bebygget med villaer, og fra 1936 blev også den nordlige side udstykket. I 1810 blev Frederiksminde opført langs Oddervej (i dag Oddervej 32). Gården blev bygget som skovfogedbolig, men fungerede det meste af 1800-tallet og starten af 1900-tallet som sommerresidens. Først for kradsuldsproducenten Marcus Galthen Bech, og senere for borgmester Drechsel.